# موزه سینمای میانمار

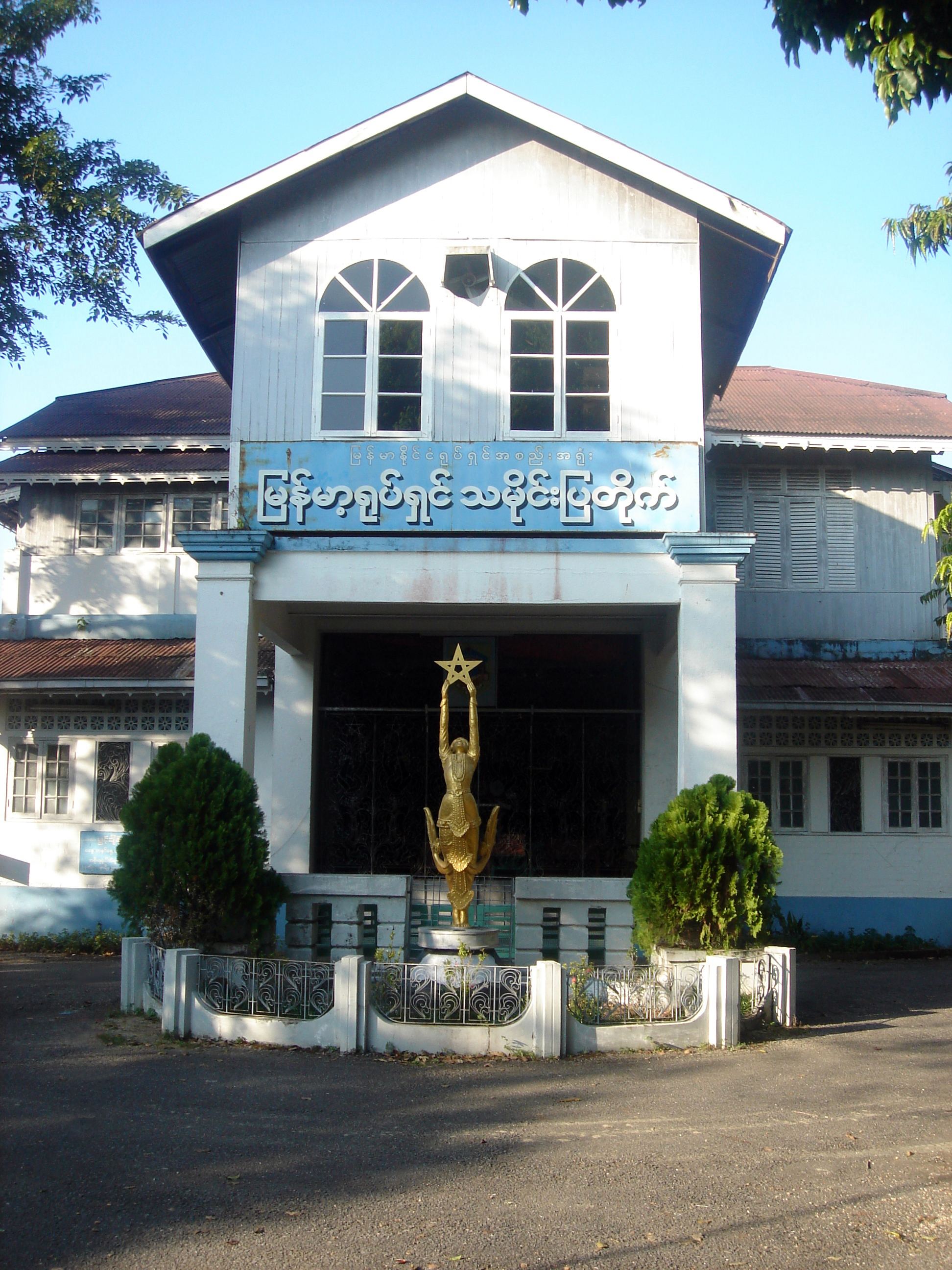
موزه سینمای میانمار واقع در یانگون. تأسیس ۱۹۹۸

موزه سینمای میانمار (انگلیسی: Myanmar Motion Picture Museum) یک موزه فیلم و تصاویر متحرک است که به تاریخ سینمای برمه مرتبط و در یانگون پایتخت این کشور مستقر می‌باشد. بخشی از این ساختمان همان سازه قدیمی دفتر ملی تولید فیلم برمه (Myanmar Motion Picture Organisation (MMPO است. این موزه در ۷ بخش در نوامبر ۱۹۹۸ برای نمایش تلاش‌های کارگردانان، بازیگران و تهیه‌کنندگان تاریخ سینمای این کشور تأسیس شد.

## تقسیمات موزه
۴ بخش اصلی این موزه به تاریخ ۱۰۰ ساله سینمای برمه قدیم و میانمار جدید اختصاص دارد: دوران ۲۵ ساله نقره‌ای: ۱۹۲۰–۱۹۴۵، دوران ۲۵ ساله طلایی: ۱۹۴۶–۱۹۷۰، دوران ۲۵ ساله الماس: ۱۹۷۱–۱۹۹۵، دوران ۲۵ ساله یاقوتی: ۱۹۹۶–۲۰۲۰
۳ بخش دیگر موزه بخش لوازم فنی تاریخی و دوربین‌ها، بخش تجهیزات گریم و بخش دست‌آوردها و موفقیت‌ها است.